# In i äventyrets vilda labyrint
In i äventyrets vilda labyrint är ett album från 2011 av Roger Karlsson.

## Låtlista
1. Jävla stad
2. Var inte rädd
3. Enklaste vägen förbi
4. Spring
5. Stygnet i ett mönster
6. Blommor spirar länge, tistlar dör (med Lotta Johansson)
7. Väntar i vinden
8. Tillsammans
9. Jag tittade för djupt i sånt som ingen människa begriper sig på
10. Ylva-Li
11. Strandad